# NGC 452
NGC 452 је спирална галаксија у сазвежђу Рибе која се налази на NGC листи објеката дубоког неба.
Деклинација објекта је + 31° 2' 0" а ректасцензија 1h 16m 15,0s. Привидна величина (магнитуда) објекта NGC 452 износи 13,5 а фотографска магнитуда 14,3. Налази се на удаљености од 64,191 милиона парсека од Сунца. NGC 452 је још познат и под ознакама UGC 820, MCG 5-4-10, CGCG 502-20, IRAS 01134+3046, VV 430, KCPG 28B, PGC 4596.